# Oreolais
Az Oreolais a madarak osztályának verébalakúak (Passeriformes) rendjébe és a szuharbújófélék (Cisticolidae) családjába tartozó nem.

## Rendszerezés
A nembe az alábbi fajok tartoznak:
- Oreolais pulcher
- Oreolais ruwenzorii vagy Apalis ruwenzorii